# Список объектов, названных в честь Рамануджана
В данном списке приводятся математические утверждения и объекты, названные именем индийского математика Сринивасы Рамануджана.

## Математика
- Задача Брокара — Рамануджана
- Константа Ландау — Рамануджана
- Конгруэнтности Рамануджана[англ.]
- Число Харди — Рамануджана[1]
- Уравнение Рамануджана — Нагеля
- Гипотеза Рамануджана. Окончательно доказана Пьером Делинем в 1974 году.
- Константа Рамануджана — Зольднера
- Суммирование Рамануджана[англ.]
- Тета-функция Рамануджана
- Граф Рамануджана
- Тау-функция Рамануджана[англ.]
- Трёхчленная квадратичная форма Рамануджана
- Простые числа Рамануджана
- Суммы Рамануджана
- Тождества Роджерса  — Рамануджана[англ.]
- Тождества Рамануджана — Многие результаты Рамануджана представляют собой неожиданные тождества из которых не вытекают какие-либо общие следствия. Однако они продолжают удивлять математиков и носят его имя.[2][3]

## Журналы
- Журнал Харди — Рамануджана[англ.]
- Журнал Рамануджана[англ.]

## Учреждения и организации
- Колледж Рамануджана[англ.]
- Математический институт Рамануджана[англ.]
- Технологический институт Рамануджана[англ.]
- Математическое общество Рамануджана[англ.]
- Высшая школа Рамануджана[англ.]
- Экономическая зона информационных технологий Рамануджана[англ.]

## Награды
- Медаль Рамануджана[англ.]
- Премия SASTRA Ramanujan